# Kramnice miejskie w Sochaczewie
Kramnice miejskie w Sochaczewie – zabytkowy budynek hali targowej znajdujący się w Sochaczewie. Obecnie siedziba Miejskiej Biblioteki Publicznej.
Sochaczewskie hale targowe zostały wybudowane w latach 1828–1833 przez Abrahama Szweycera z Łęczycy, w ramach nowej regulacji miasta. Ulica Warszawska, przy której stoją Kramnice, zmieniała się wówczas w główną arterię komunikacyjną miasta. Głównym architektem został Bonifacy Witkowski, będący z także projektantem sochaczewskiego ratusza. Obiekt cechuje typowy dla architekta oraz swojej funkcji styl klasycystyczny. Charakterystycznym elementem są podcienia z arkadami na toskańskich półkolumnach.
Budynek został wpisany do rejestru zabytków w 1961 roku. Stanowi miejską nieruchomość położoną u zbiegu ulic 1 Maja i Warszawskiej, w ścisłym centrum miasta. Łączna powierzchnia użytkowa budynku wynosi 2387,33 m².
Kramnice są jednym z nielicznych ocalałych zabytków Sochaczewa, które przetrwały II wojnę światową.
Od 2013 roku siedziba Miejskiej Biblioteki Publicznej w Sochaczewie.